# Le Dentiste 2
Pour les articles homonymes, voir Le Dentiste.
Série
Le Dentiste
(1996)
Pour plus de détails, voir Fiche technique et Distribution.
Le Dentiste 2 (The Dentist 2) est un film américain réalisé par Brian Yuzna, sorti en 1998.

## Synopsis
Un dentiste psychopathe interné pour s'en être pris à ses clients s'évade de l'asile.
Trouvant refuge dans une petite ville de montagne tranquille, il est accepté par la population qui voit en lui une personne intelligente et cultivée, mais ses anciennes pulsions refont surface et bientôt il se met à faire trembler la petite bourgade, passant de la torture la plus sadique aux meurtres les plus horribles.
Parallèlement, sa femme tente de retrouver sa trace pour se venger.

## Fiche technique
- Titre original : The Dentist 2
- Titre français : Le Dentiste 2
- Réalisation : Brian Yuzna
- Scénario : Richard Dana Smith
- Production : Pierre David, Bruce David Eisen, Noël A. Zanitsch, Ken Sanders, Corbin Bernsen et Mark Amin (en)
- Société de production : Trimark Pictures
- Budget : 1,8 million de dollars
- Musique : Alan Howarth
- Photographie : Jürgen Baum
- Montage : Christopher Roth
- Décors : Helen Harwell
- Costumes : Nanette M. Acosta
- Pays d'origine : États-Unis
- Format : Couleurs - 1,85:1 - Dolby - 35 mm
- Genre : Horreur
- Durée : 100 minutes
- Dates de sortie : 18 septembre 1998 (festival de Lund, Suède), 11 décembre 1998 (première diffusion TV, États-Unis)
- Film interdit aux moins de 16 ans lors de sa sortie en France.

## Distribution
- Corbin Bernsen (VF : Olivier Granier) : le Dr Feinstone / le Dr Caine
- Jillian McWhirter (VF : Christine Pâris) : Jamie Devers
- Jeff Doucette (VF : Hubert Drac) : Jeremy Wilkes
- Susanne Wright (VF : Véronique Rivière) : Bev Trotter
- Jim Antonio (VF : Georges Aubert (acteur)) : Doc Burns
- Lee Dawson (VF : Antoine Tomé) : Robbie Mauro
- Wendy Robie : Bernice
- Ralph Martin (VF : Michel Tugot-Doris) : le détective Jenkins
- Clint Howard (VF : Marc Saez) : Mr. Toothache
- Linda Hoffman : Brooke Sullivan
- Judy Nazemetz : Margaret
- Audra Wise : Shawna
- Mary Coleston : Glenda
- Rendé Rae Norman (en) (VF : Laure Sabardin) : la Dr Cussler

## Autour du film
- Le tournage s'est déroulé à Paradise, dans le Missouri.
- Le film fait suite au Dentiste, déjà réalisé par Brian Yuzna en 1996.

## Récompenses
- Nomination au prix du meilleur film, lors du Festival international du film de Catalogne 1998.